# 罗莎峰
罗莎峰（Monte Rosa）也作罗萨峰、罗莎山、蒙特罗莎峰，位于瑞士和意大利交界处，有数座海拔超过4500米的高峰，其中最高点杜富尔峰海拔4633.9米，为瑞士最高点，也是阿尔卑斯山脉第二高峰。

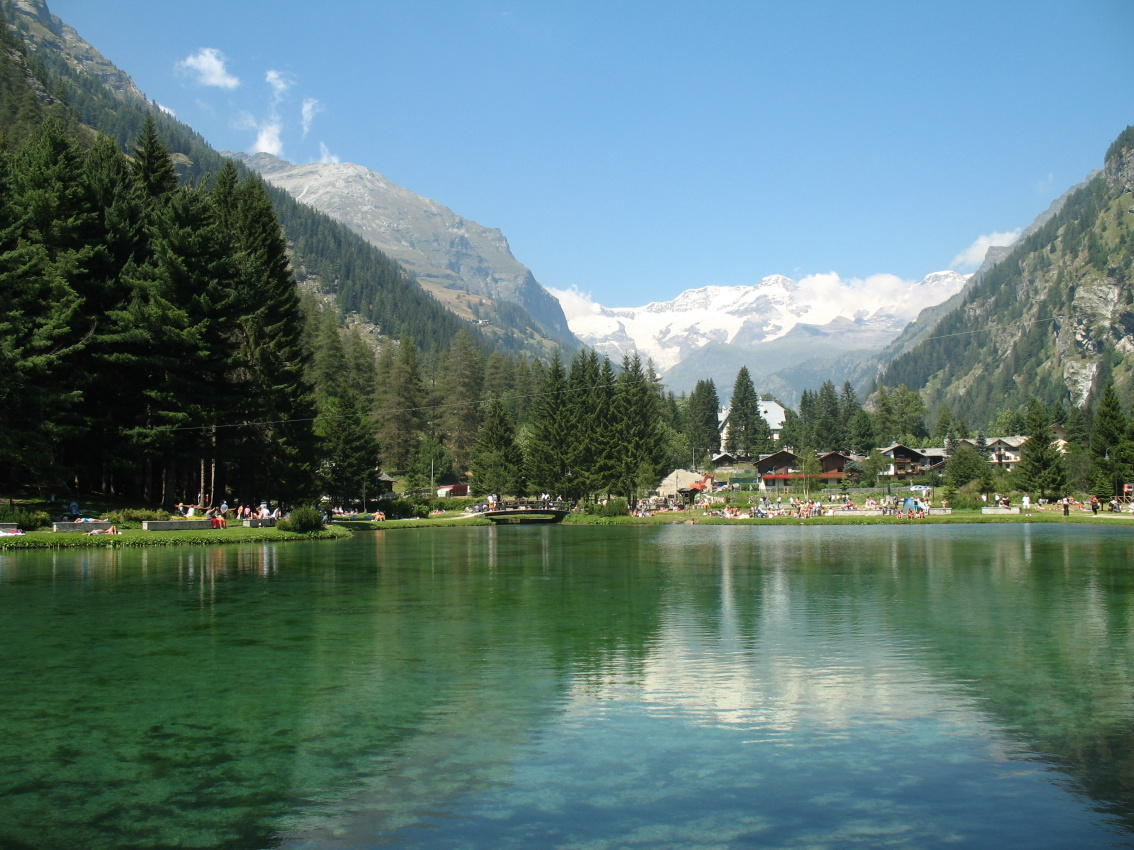
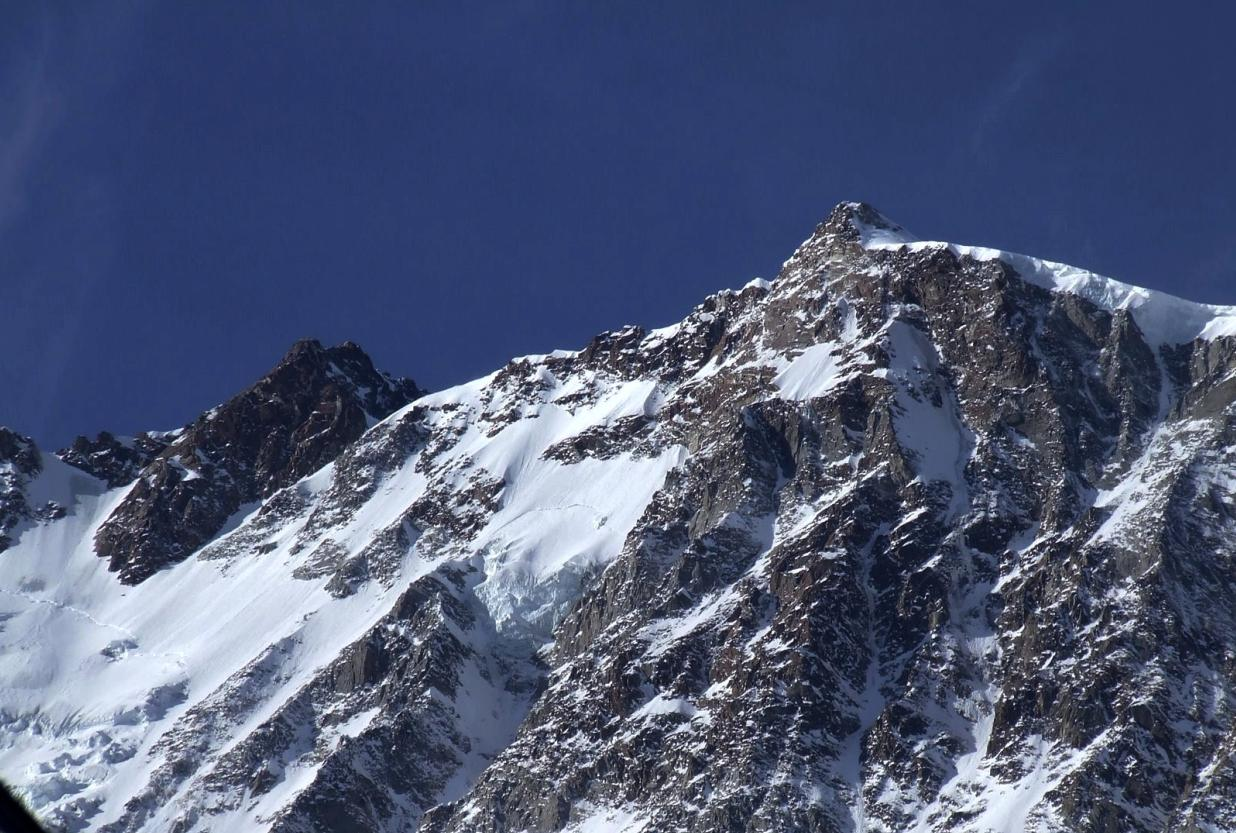
北端峰
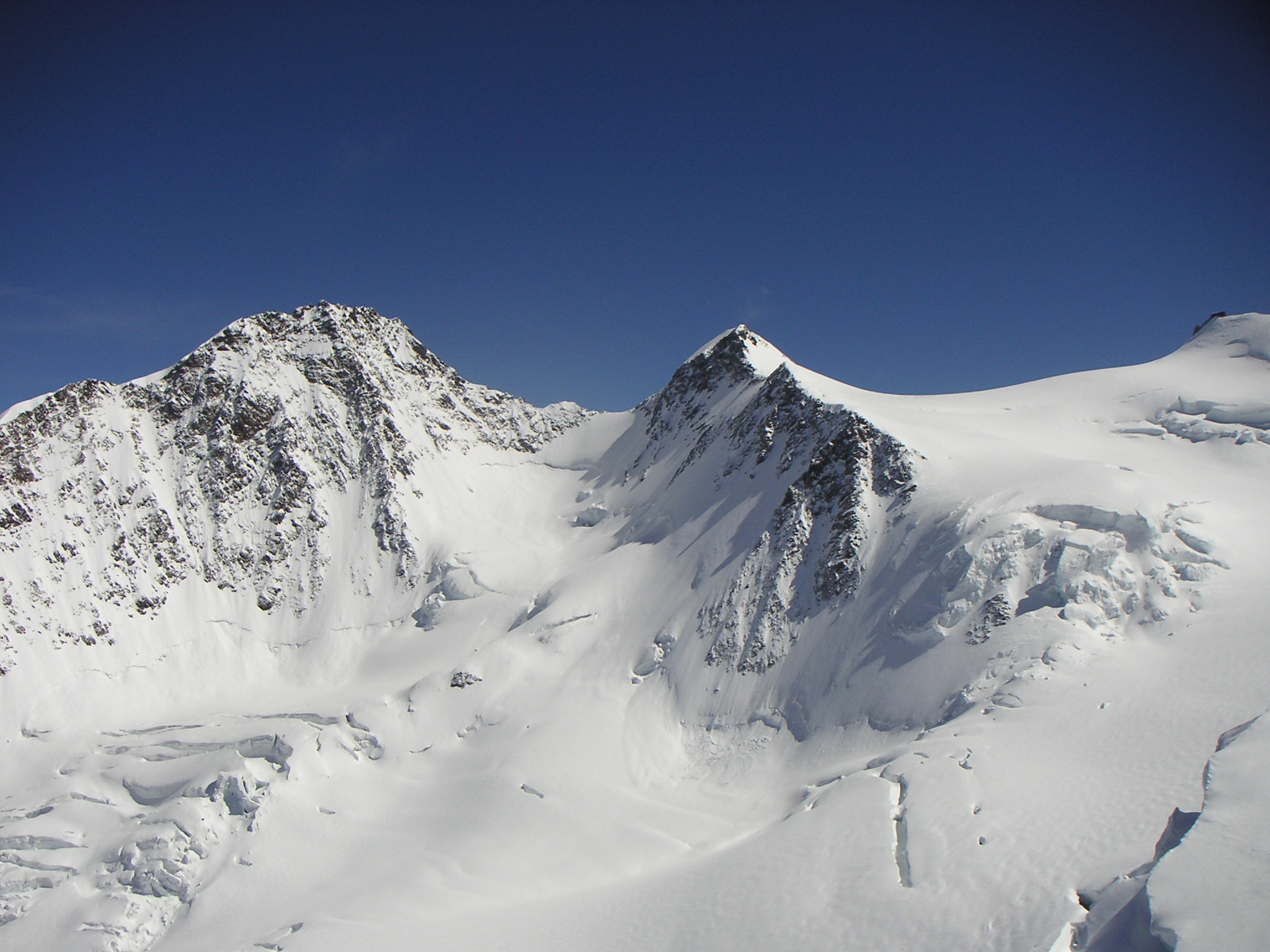
杜富尔峰和Zumsteinspitze